# 피오리아군

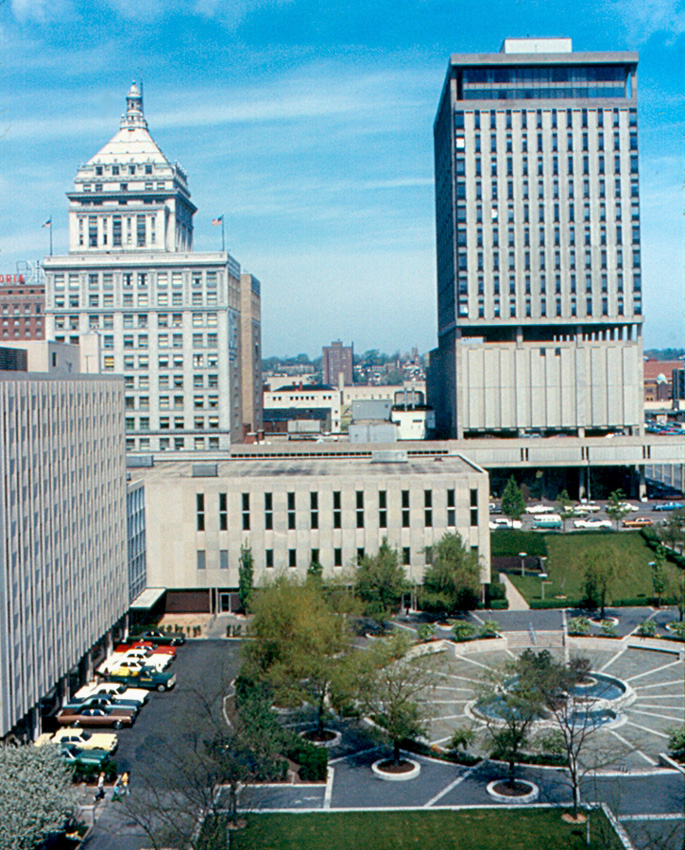

피오리아군(Peoria County)은 미국 일리노이주에 있는 군(County)이다. 2000년도 현재 인구는 183,433명이다. 군청소재지는 일리노이 주에 있는 피오리아 시이다.

## 지리
미국 국세 조사국에 따르면, 이 군구의 전체 면적은 1,634km²(631 mi²;제곱마일)이다. 이 중 1,605 km² (620 mi²)이 육지이고, 29 km² (11 mi²)이 물로 덮여 있다. 총 면적의 1.80%가 물로 덮인 셈이다.

## 역사
피오리아 군은 1825년 풀턴군으로부터 생성되었다. 피오리아 군의 이름은 일리니웩 인디언의 일족인 피오리아 족의 이름을 딴 것이다.

## 인구 통계
| 인구조사                                                    | 인구    | Note  | %±     |
| ----------------------------------------------------------- | ------- | ----- | ------ |
| 1840년                                                      | 6,153   |       | —      |
| 1850년                                                      | 17,547  |       | 185.2% |
| 1860년                                                      | 36,601  |       | 108.6% |
| 1870년                                                      | 47,540  |       | 29.9%  |
| 1880년                                                      | 55,355  |       | 16.4%  |
| 1890년                                                      | 70,378  |       | 27.1%  |
| 1900년                                                      | 88,608  |       | 25.9%  |
| 1910년                                                      | 100,255 |       | 13.1%  |
| 1920년                                                      | 111,710 |       | 11.4%  |
| 1930년                                                      | 141,344 |       | 26.5%  |
| 1940년                                                      | 153,374 |       | 8.5%   |
| 1950년                                                      | 174,347 |       | 13.7%  |
| 1960년                                                      | 189,044 |       | 8.4%   |
| 1970년                                                      | 195,318 |       | 3.3%   |
| 1980년                                                      | 200,466 |       | 2.6%   |
| 1990년                                                      | 182,827 |       | −8.8%  |
| 2000년                                                      | 183,433 |       | 0.3%   |
| 2010년                                                      | 186,494 |       | 1.7%   |
| 2019 (추산)                                                 | 179,179 | [ 1 ] | −3.9%  |
| US Decennial Census 1790–1960 1900–1990 1990–2000 2010–2019 |         |       |        |

2000년도 미국 인구조사에 따르면, 피오리아 군에는 인구 183,433 명, 72,733 세대, 그리고 47,130 가구가 거주하고 있다. 인구 밀도는 114/km² (296/mi²)이다. 49/km²(126/mi²)의 평균 밀도로 78,204 주택단위가 있다. 피오리아 군의 인종 구성은 백인 79.38%, 흑인 16.10%, 아메리카 원주민(인디언) 0.22%, 아시아인 1.66%, 태평양 섬 주민 0.03%, 기타 인종 0.95%, 그리고 두개 이상의 인종 출신이 1.67%이다. 인구의 2.09%가 히스패닉 혹은 라티노이다.
피오리아 군의 72,733 세대 중 29.90%는 18세 미만의 자녀를 데리고 살고 있고, 48.60%는 같이 살고 있는 부부이며, 12.90%는 남편이 없는 여성 세대주가 있으며, 35.20%는 비가족(인척·혈연 관계는 없으나 함께 사는 사람들)이다. 세대들 중 29.70%는 개인으로 구성되어 있으며 11.00%는 65세 이상의 혼자 사는 사람으로 되어 있다. 평균 세대 규모는 2.43명이며 평균 가구 규모는 3.01명이다.
피오리아 군의 인구 구성은 18세 미만이 25.10%, 18세에서 24세가 10.40%, 25세에서 44세가 27.60%, 45세에서 64세가 22.80%, 그리고 65세 이상이 14.20%이다. 중위연령(연령의 중앙값)은 36세이다. 여성 100명 당 남성 92.60명이 있다. 18세 이상에서는 여성 100명당 남성 88.60명이 있다.
피오리아 군의 세대당 중위 소득(소득의 중앙값)은 39,978달러이고, 가구당 중위 소득은 50,592달러이다. 남성들의 중위 소득은 40,840달러이고, 여성들의 중위 소득은25,335달러이다. 피오리아 군의 1인당 소득은 21,219달러이다. 인구의 13.70%와 가구들의 10.00%가 빈곤선(poverty line;최저 생활 유지에 필요한 소득)아래에 있다. 전체 인구 중에서, 18세 미만인 인구의 20.50%와 65세 이상인 인구의 7.10%가 빈곤선 이하로 살고 있다.

## 도시와 마을
- 바튼빌 (Bartonville)
- 벨레뷰 (Bellevue)
- 브림필드 (Brimfield)
- 칠러코시 (Chillicothe)
- 던랩 (Dunlap)
- 엘름우드 (Elmwood)
- 글래스포드 (Glasford)
- 해나 시티 (Hanna City)
- 킹스턴 마인즈 (Kingston Mines)
- 메이플턴 (Mapleton)
- 노우드 (Norwood)
- 피오리아 (Peoria)
- 피오리아 하이츠 (Peoria Heights)
- 프린스빌 (Princeville)
- 롬(로마?) (Rome)
- 웨스트 피오리아 (West Peoria)